# The Blues Right Off
The Blues Right Off foi uma banda de rock progressivo italiana ativa na década de 1970.

## História
O grupo originário de Veneza participou do panorama do rock progressivo italiano produzindo apenas um único álbum, realizado em tiragem limitada. É considerado atualmente um dos mais raros do rock italiano dos anos 1970.
Seguramente não é disco de rock progressivo, mas um trabalho em estilo progressivo, a começar pelo saco de juta que contém o disco. Foi também um dos primeiros, senão o pioneiro, a praticar o blues, visto que esse estilo era na Itália, durante os anos 1960, reservado apenas aos músicos estrangeiros.
Com efeito, o líder do grupo, o guitarrista Claes Cornelius era estrangeiro, um dinamarquês chegado à Itália na metade dos anos 1960 e logo muito bem inserido na cena beat daqueles anos. Cornelius foi o fundador, junto ao técnico de som, Ermanno Velludo, dos estúdios de gravação Suono.
O álbum, Our blues bag, contém sete músicas, todas cantadas em inglês e na melhor tradição do blues elétrico, baseado nos solos de guitarra e uma voz bastante acurada. Todas as músicas são também originais.
Algumas semelhanças com o Canned Heat pode ser percebida no uso da voz e também da flauta, como em Rushing wind, mas em geral o grupo tem um som bem pessoal.
A banda, que se formou no final dos anos 1960, se dissolveu logo após a publicação do disco. Cornelius continuou como músico de estúdio, vivendo nos Estados Unidos por um ano e depois, retornando a Veneza, contribuiu para o álbum do Venetian Power, intitulado The arid land. Se restabeleceu na Dinamarca, em 1974, permanecendo no campo musical do país, seja como produtor, seja como músico.
O único álbum do grupo é incrivelmente raro. Our blue bag vale atualmente cifras consideráveis, pois foi publicado em somente 500 cópias contidas em um envelope que reportava o nome do grupo e o título do LP estampado em serigrafia. Além disso, continha uma estampa do artista veneziano Vittorio Basaglia. Não existem falsas ou estampas provindas do exterior. O disco foi reeditado pela primeira vez, em 2009 em CD pela AMS. Para muitos colecionadores se trata da primeira ocasião de poder ouvi-lo. A reedição, realizada com a colaboração de Claes Cornelius e Ermanno Velludo, saiu também em série limitada de 500 cópias numeradas a mão, com capa em cartão mini-LP e um livrinho com notas em italiano e inglês.

## Formação
- Claes Cornelius (voz e guitarra)
- Giancarlo Salvador (baixo)
- Fuffi Panciera (bateria)
- Paolo Zanella (flauta, guitarra)

+ Ermanno Velludo (técnico de som)

## Discografia

### LP
- 1970 - Our blues bag (Paplirnaplano, MLP 004) 500 cópias, contendo um envelope com o nome do grupo e do disco.

### CD
- 2009 - Our blues bag (AMS/BTF, AMS 137CD) reedição limitada em 500 cópias numeradas. Capa mini-LP e livrinho.